# Geissorhiza sulphurascens
Geissorhiza sulphurascens är en irisväxtart som beskrevs av Rudolf Schlechter och Robert Crichton Foster. Geissorhiza sulphurascens ingår i släktet Geissorhiza och familjen irisväxter. Inga underarter finns listade i Catalogue of Life.